# ماريك وولف
ماريك وولف (بالتشيكية: Marek Wolf)‏ هو عالم فلك تشيكي، ولد في 30 يونيو 1957.